# Chlaenius erythropus
Chlaenius erythropus är en skalbaggsart som beskrevs av Ernst Friedrich Germar. Chlaenius erythropus ingår i släktet Chlaenius och familjen jordlöpare. Inga underarter finns listade i Catalogue of Life.